# シスタチオニン
シスタチオニン（Cystathionine）は、システイン合成の中間体である。ホモシステインとセリンより、シスタチオニンβ-シンターゼの触媒によって作られる。また、シスタチオニンγ-リアーゼによって、システインとα-ケト酪酸に分解される。尿中に過剰に排出されると、シスタチオニン尿症と呼ばれる。

シスタチオニンの代謝。上の反応はシスタチオニンβ-シンターゼ、下の反応はシスタチオニンγ-リアーゼによって触媒される。